# Entradas
 Entradas ist ein Ort und eine Gemeinde Freguesia in Portugal
im Landkreis von Castro Verde im Baixo Alentejo gelegen mit 76,2 km² Fläche und 593 Einwohnern (Stand 19. April 2021). Die Bevölkerungsdichte beträgt 7,8 Einwohner pro km². 
Die Landwirtschaft mit Korkeichen, Olivenbäumen und Weizenfeldern sowie Viehzucht stellt die Haupteinnahmequelle im Ort und in der Umgebung dar. 

## Bauwerke
- Castelo Velho de Cobres oder Castelo de Montel[3]